# Evert Johannes Brinkhuis
Evert Johannes Brinkhuis (Vrouwenparochie, 19 mei 1862 - Vlagtwedde, 28 november 1908) was een Nederlandse burgemeester.

## Leven en werk
Brinkhuis was een zoon van de heelmeester dr. Sander Brinkhuis en Grietje Schuiling. In juli 1892 werd hij benoemd tot burgemeester van de gemeente Vlagtwedde. Per 1 november 1896 werd hij burgemeester van Ooststellingwerf. Brinkhuis trouwde op 14 mei 1889 in Vlagtwedde met Maria Catharina Rinsema, dochter van de geneesheer Pieter Rinsema en Arnolda Gesina Speckman. Zij was een schoonzuster van Johannes Jacobus van Bakkenes, die van 1887 tot 1888 burgemeester van Vlagtwedde was. Hij overleed in november 1908 op 46-jarige leeftijd in Vlagtwedde.

## Bond van orde door hervorming
Tijdens zijn ambtsperiode als burgemeester van Vlagtwedde was hij nauw betrokken bij de oprichting van drie plaatselijke afdelingen van de Bond van Orde door Hervorming in de plaatsen Sellingen, Ter Apel en Vlagtwedde. Deze bond was door de Finsterwolder notaris en oud-burgemeester van Vlagtwedde mr. Arnold Hendrik Koning opgericht om een tegenwicht te bieden aan de Sociaal-Democratische Bond, om daarmee het oprukkend socialisme onder leiding van Domela Nieuwenhuis de wind uit de zeilen te nemen.